# Harri Asi
Harri Asi (* 29. August 1922 in Valga, Estland; † 15. Januar 2009 in Calgary) war ein estnischer Schriftsteller und Lyriker.

## Leben und Werk
Harri Asi wurde als Sohn eines Elektrikers in Südestland geboren. Er besuchte das Gymnasium in Valga und schrieb sich nach dem Abitur 1942 an der Universität Tartu ein. Er wurde ein Jahr später während der deutschen Besetzung des Baltikums in die deutsche Armee eingezogen. 1945/46 war er Kriegsgefangener in Belgien. 1951 wanderte Asi nach Kanada aus. Dort studierte er bis 1957 an der University of Toronto Sprachen, Literatur und Kunstgeschichte. 1979 zog er nach Calgary.
In Kanada wurde Harri Asi einer der bekanntesten estnischen Exilschriftsteller. Immer wieder spielen bei ihm das traumatische Kriegserlebnis und die Erfahrung des Exils eine Rolle. 1950 erschien in Göteborg seine Gedichtsammlung Sõdalane värsivibuga, 1952 in Toronto Tuisusõitja und zwei Jahre später Kui valgus kaob. Weitere Sammlungen waren Heiastused (1959) und Epigramm ehk kaks grammi eepikat (1960). In seinem Roman Pärast plahvatust (Toronto, 1967) setzt sich Asi kritisch mit dem Krieg und der Kriegsgefangenschaft auseinander.
Daneben war Harri Asi auch als Buchillustrator bekannt. Den Lyrikband Öölillede laul (1971), in dem er sich mit buddhistischem Gedankengut auseinandersetzt, hat er selbst illustriert. 2002 folgte in englischer Sprache der Lyrikband Verses from the unsung.
Harri Asi starb 2009 im Alter von 87 Jahren.